# Baryceros audax
Baryceros audax är en stekelart som först beskrevs av Cresson 1878.  Baryceros audax ingår i släktet Baryceros och familjen brokparasitsteklar. Inga underarter finns listade.